# Megaelosia
Megaelosia es un género de ranas de la familia Hylodidae. Se distribuyen por el sudeste de Brasil.

## Lista de especies
Se reconocen las 7 siguientes según ASW:
- Megaelosia apuana Pombal, Prado & Canedo, 2003
- Megaelosia bocainensis Giaretta, Bokermann & Haddad, 1993
- Megaelosia boticariana Giaretta & Aguiar, 1998
- Megaelosia goeldii (Baumann, 1912)
- Megaelosia jordanensis (Heyer, 1983)
- Megaelosia lutzae Izecksohn & Gouvêa, 1987
- Megaelosia massarti (De Witte, 1930)